# Clásicos del Cine (SEA/Novaro)
Clásicos del Cine fue una revista de historietas publicada por Editorial Novaro desde 1956, dedicada a las adaptaciones de películas. Constó de 315 números ordinarios y 11 extraordinarios. El material original procedía de las compañías estadounidenses Dell Comics y (a partir de los años sesenta) de Gold Key.

## Valoración
A pesar de su escasa coherencia, Clásicos del Cine tiene una gran demanda entre los coleccionistas.